# Insei
Insei (jap. 院政), byla specifická forma vlády v Japonsku využívána v období Heian. Když vládnoucí císař abdikoval a odešel žít do kláštera, udržel si nadále moc i vliv. Proto se někdy tento druh vlády nazývá i klášterní. Císaři, kteří se rozhodli takto ukončit svou pozici vládce, pak působili i nadále v politice a pomáhali vyvažovat vliv rodu Fudžiwara. Titul a povinnosti vladaře přebíral vybraný následník. Císař se po abdikaci nazýval i Daidžó Tennó (太上天皇) anebo zkráceně džókó (上皇) – klášterní císař.
Tento systém zavedl císař Širakawa v roce 1086 a vydržel až do roku 1192, kdy se do čela Japonska dostal Kamakurský šogunát.